# Hiroshi Kobayashi
Hiroshi Kobayashi (jap. 小林弘 Kobayashi Hiroshi; ur. 23 sierpnia 1944 w Isesaki) – japoński bokser, zawodowy mistrz świata kategorii junior lekkiej.
Rozpoczął karierę boksera zawodowego w 1962. Wygrał pierwsze 19 walk, zanim w sierpniu 1963 został pokonany przez Manzo Kikuchiego w pojedynku o wakujący tytuł mistrza Japonii w wadze piórkowej. Zdobył ten tytuł we wrześniu 1964, po zwycięstwie nad Yuji Masuko i siedmiokrotnie skutecznie bronił go do 1967.
14 grudnia 1967 w Tokio zdobył tytuł mistrza świata w kategorii junior lekkiej (superpiórkowej) po wygranej przez nokaut w 12. rundzie nad dotychczasowym mistrzem Yoshiakim Numatą. W obronie nowo zdobytego mistrzostwa zremisował 30 marca 1968 w Tokio z Rene Barrientosem. Następnie przegrał towarzyską walkę z przyszłym mistrzem świata wagi lekkiej Mando Ramosem, a po wygraniu kolejnej, następną z Rubenem Navarro. Obronił tytuł mistrza świata wygrywając 5 października w Tokio na punkty z Jaime Valladaresem, ale 19 stycznia 1969 World Boxing Council pozbawiła go tytułu za odmowę walki z René Barrientosem. Kobayashi był jednak nadal uznawany za mistrza przez World Boxing Association. W obronie tego tytułu stoczył następujące pojedynki:
| Data                  | Miejsce | Oponent           | Wynik             | Źródło |
| --------------------- | ------- | ----------------- | ----------------- | ------ |
| 6 czerwca 1969(dts)   | Tokio   | Antonio Amaya     | wygrana na punkty | [ 4 ]  |
| 9 listopada 1969(dts) | Tokio   | Carlos Cañete     | wygrana na punkty | [ 5 ]  |
| 23 sierpnia 1970(dts) | Tokio   | Antonio Amaya     | wygrana na punkty | [ 6 ]  |
| 4 marca 1971(dts)     | Tokio   | Ricardo Arredondo | wygrana na punkty | [ 7 ]  |

3 grudnia 1970 Kobayashi pokonał niejednogłośnie na punkty w towarzyskiej walce ówczesnego mistrza świata w kategorii piórkowej Shōzō Saijō.
Kobayashi stracił tytuł mistrza świata w wadze junior lekkiej, gdy 29 lipca 1971 w Aomori Alfredo Marcano z Wenezueli pokonał go przez techniczny nokaut w 10. rundzie. W następnej walce 16 października 1971 w Panamie Kobayashi został znokautowany w 7. rundzie przez przyszłego mistrza świata wielu kategorii Roberto Durána i po tym pojedynku zakończył karierę pięściarską.